# Dasychira extatura
Dasychira extatura är en fjärilsart som beskrevs av William Lucas Distant 1897. Dasychira extatura ingår i släktet Dasychira och familjen tofsspinnare. Inga underarter finns listade i Catalogue of Life.